# Bobby Bennett (cầu thủ bóng đá)
Robert Bennett (born 29 tháng 12 năm 1951) là một cựu cầu thủ bóng đá người Anh thi đấu ở vị trí tiền đạo ở Football League cho Southend United và Scunthorpe United, và ở bóng đá non-league cho Staines Town, Wimbledon, Harrow Borough, Northwood, Hayes, Molesey và Ruislip.